# Symphyllia (scleractinia)

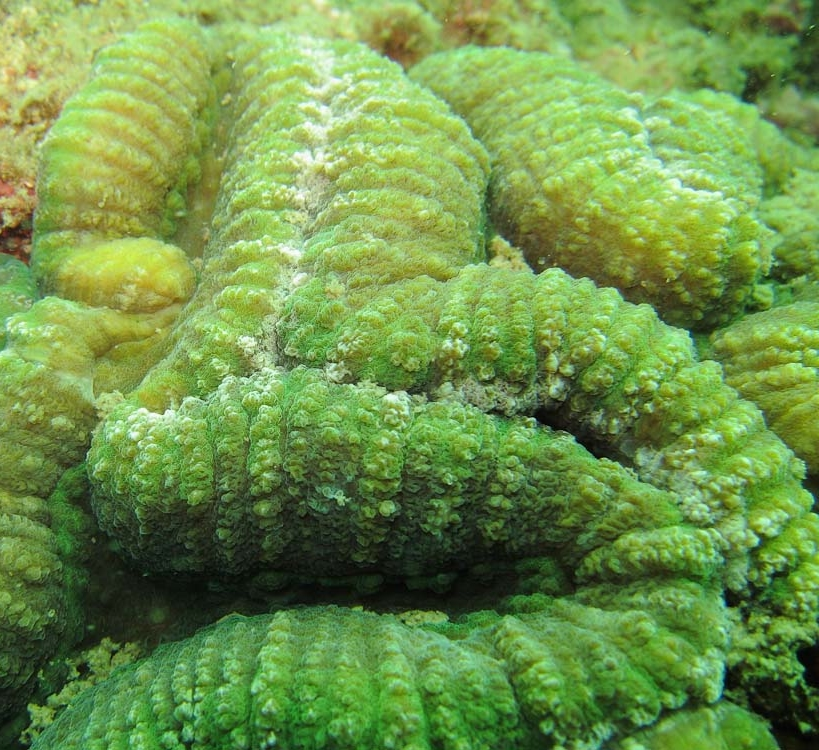
Pólipos de Symphyllia sp.

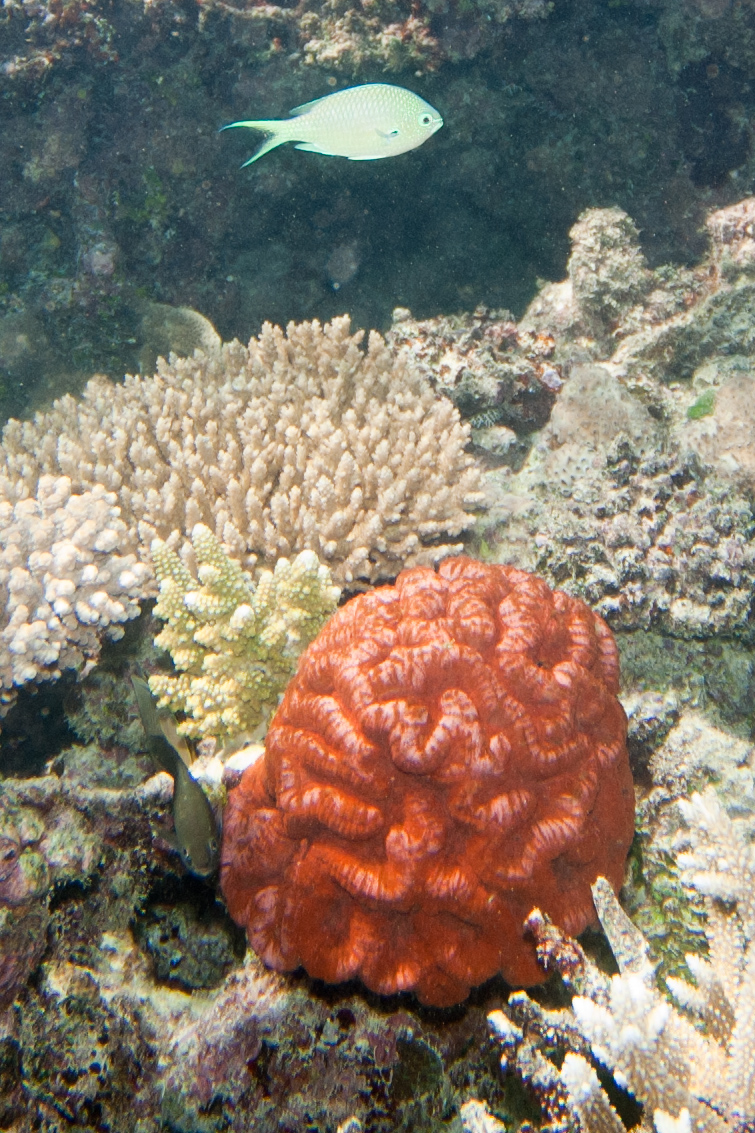
Symphyllia radians

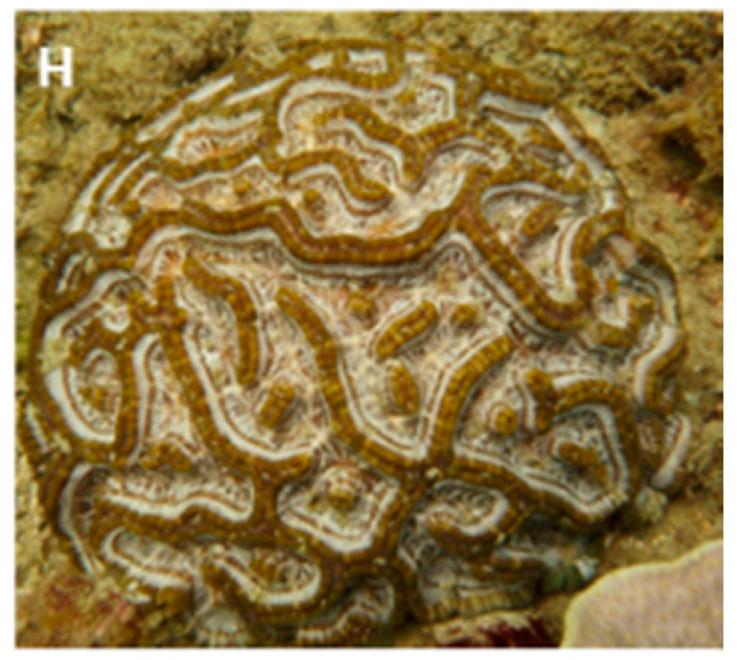
Symphyllia wilsoni en Minden Reef, Australia

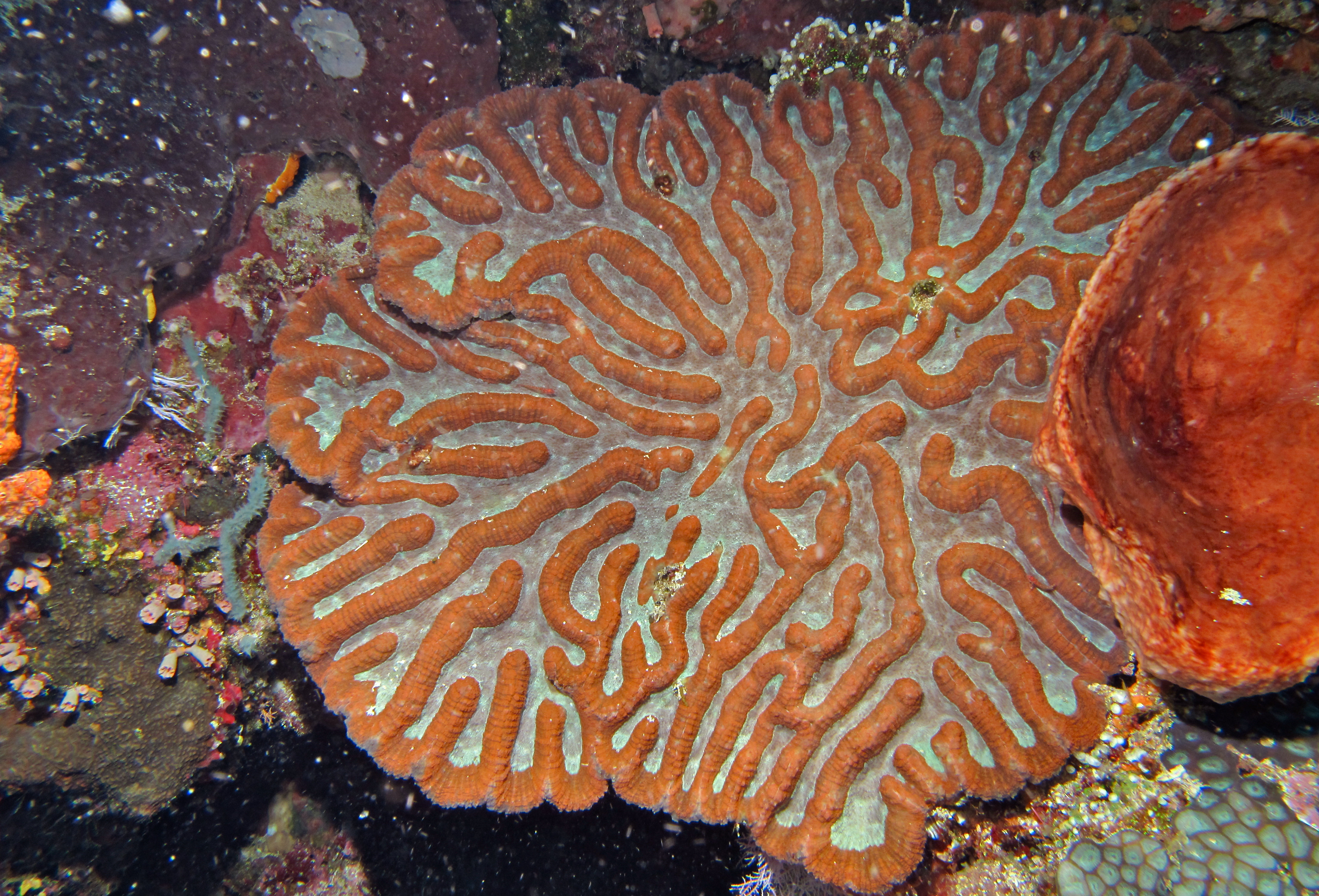
Symphyllia sp. en Bunaken, Indonesia

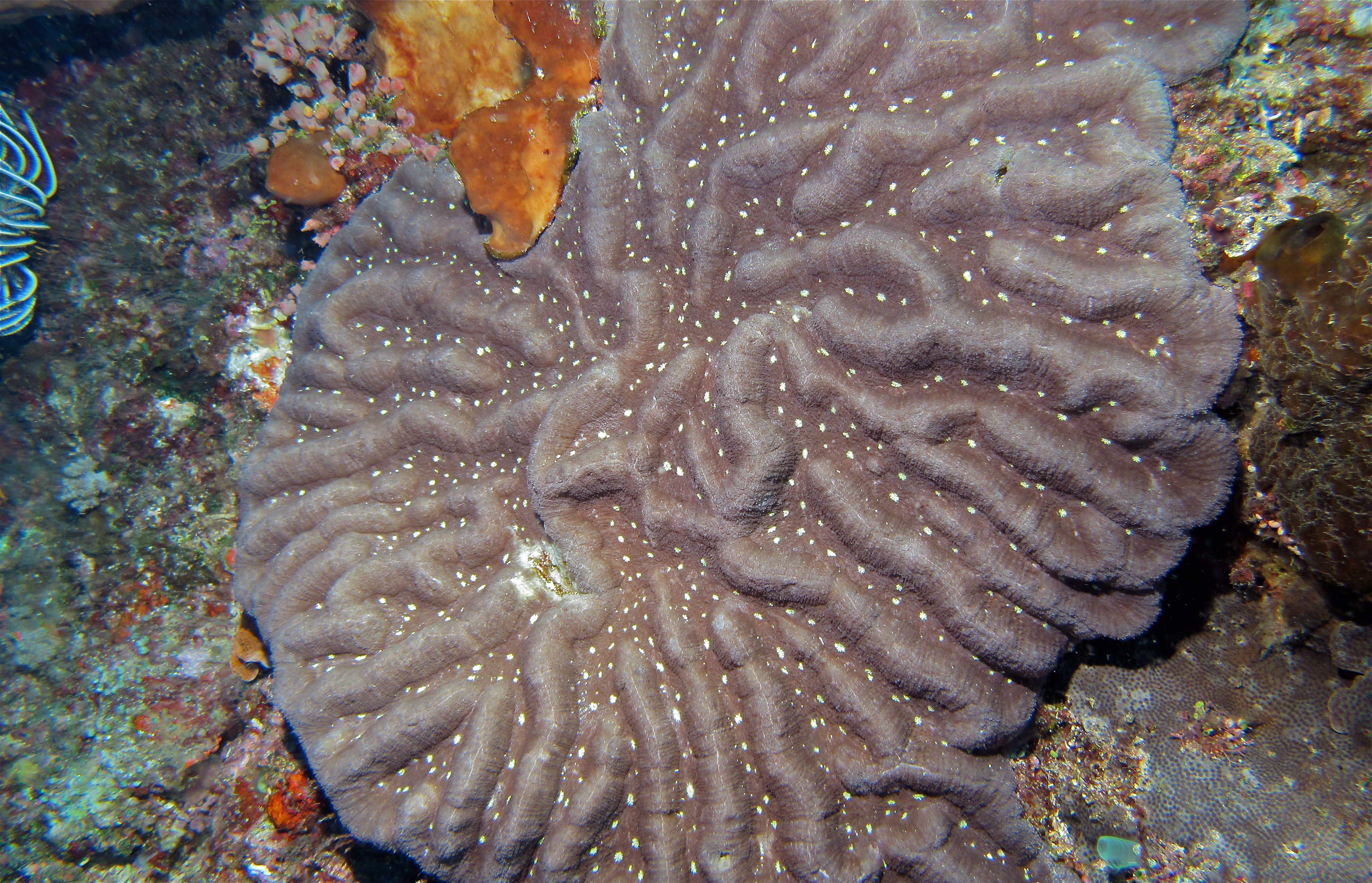
Symphyllia sp. en Bunaken

Symphyllia es un género de corales duros de la familia Lobophylliidae, subclase Hexacorallia.
Su esqueleto es macizo y está compuesto de carbonato cálcico. Tras la muerte del coral, su esqueleto contribuye a la generación de nuevos arrecifes en la naturaleza, debido a que la acción del CO2 convierte muy lentamente su esqueleto en bicarbonato cálcico, sustancia ésta asimilable directamente por las colonias coralinas.

## Especies
Este género tiene 9 especies aceptadas en el Registro Mundial de Especies Marinas, y se encuentran en los siguientes estados de conservación, según la UICN:
- Symphyllia agaricia. Milne Edwards & Haime, 1849. Estado: Preocupación menor ver. 3.1
- Symphyllia erythraea. (Klunzinger, 1879). Estado: Preocupación menor ver. 3.1
- Symphyllia hassi. Pillai & Scheer, 1976. Estado: Vulnerable A4c ver. 3.1
- Symphyllia radians. Edwards & Haime, 1849. Estado: Preocupación menor ver. 3.1
- Symphyllia recta. (Dana, 1846). Estado: Preocupación menor ver. 3.1
- Symphyllia simplex. Crossland Estado: No evaluado
- Symphyllia sinuosa. (Quoy & Gaimard, 1833) Estado: No evaluado
- Symphyllia subtilis. Rehberg, 1891 Estado: No evaluado
- Symphyllia valenciennesii. Milne Edwards & Haime. Estado: Preocupación menor ver. 3.1
- Symphyllia wilsoni. Veron, 1985. Estado: Preocupación menor ver. 3.1

## Morfología
Las colonias son meandroides, tanto achatadas como en forma de loma. Los valles son amplios. Los septa primarios son grandes, con dientes muy largos.
Los colores del tejido del pólipo son verdes, rojos, cremas, y marrones; con los valles frecuentemente en colores contrastantes .
Los tentáculos son translúcidos. Se sitúan en los márgenes del tejido oral y aparecen normalmente de noche, para atrapar presas del plancton. 

## Hábitat y distribución
Su distribución geográfica es Indo-Pacífica, incluyendo Madagascar, el mar Rojo, el Golfo de Adén, Somalia, Catar, Arabia Saudí, Palau, Papúa Nueva Guinea, Reunión, Seychelles, Singapur, islas Salomón, Indonesia, Filiplnas, Japón, Australia y hasta las Fiyi. 
Este género puede encontrarse en diferentes hábitats, pero es más común en las laderas protegidas y soleadas del arrecife.
Profundidad: de 0 a 58 m.

## Alimentación
Los pólipos contienen algas simbióticas llamadas zooxantelas. Las algas realizan la fotosíntesis produciendo oxígeno y azúcares, que son aprovechados por los pólipos, y se alimentan de los catabolitos del coral (especialmente fósforo y nitrógeno). Esto les proporciona entre el 75 y el 95% de sus necesidades alimenticias. El resto lo obtienen atrapando plancton.

## Reproducción
Son hermafroditas y liberan al agua tanto huevos como esperma,  para que se fertilicen. Los huevos fertilizados se convierten en larvas plánulas ciliadas, que circulan en la columna de agua antes de establecerse y convertirse en pólipos. Posteriormente, el pólipo genera un esqueleto, o coralito, y se reproduce asexualmente por gemación, dando origen a la colonia coralina.

## Mantenimiento
La iluminación debe ser media o alta, pero nunca colocarle justo debajo de la fuente principal de luz, ya que un exceso de iluminación puede conllevar la retracción del pólipo. La corriente debe ser suave.
No es agresivo con sus vecinos, sin embargo no hay que juntarlo con especies de Xenia o Litophyton, porque pueden dañarlo.